# Historisk antropologi
Historisk antropologi er en betegnelse for den videnskabelige interesse og praksis, der anvender antropologiske teorier og metoder i bearbejdningen og analysen af historisk kildemateriale. Keith Thomas' bog Religion and the Decline of Witchcraft (1971) er et klassisk værk inden for denne tradition, der i høj grad er interesseret i, hvordan antropologer begriber deres de verdensforståelser, som de menneker, de studerer, har. Clifford Geertz' idé om thick description er central i denne sammenhæng, der hænger sammen med en såkaldt "tekstanalogi". Dette begreb henviser til at begivenheder - som fx ritualer, fester og ceremonier - kan tolkes ad de samme linjer, som når historikere tolker tekster og at meget nære og detaljerede studier af specifikke fænomener kan åbne for en forståelse af større linjer i en kultur.